# 马尔杜克·巴拉苏·伊克比
马尔杜克·巴拉苏·伊克比（约公元前819年—约公元前813年在位）（英語：Marduk-balassu-iqbi）巴比伦国王。统治时期政局动荡，而他也最终为亚述国王沙姆什·阿达德五世击败，并被俘获。